# Cheffois

Cheffois este o comună în departamentul Vendée, Franța. În 2009 avea o populație de 946 de locuitori.